# Kuchař (Vysoký Újezd)
Kuchař je vesnice, část obce Vysoký Újezd v okrese Beroun ve Středočeském kraji. Obec leží na křižovatce silnic z Vysokého Újezdu do Třebotova a z Rudné do Mořiny. Vesnice leží v nadmořské výšce 380 metrů. Na sever od ní se nachází les Březná (83,44 hektaru, státní).
Většina místních domků je vystavěna kolem trojúhelníkovité návsi (17 arů), na západ od ní je část zvaná V Chaloupkách, na jihozápadě část nazývaná V Ouvozích. Rozloha vesnice je 311,6 hektaru a žije v ní cca 110 obyvatel.

## Název
Název obce pochází z toho, že jde o ves darovaná královskému kuchaři z Karlštejna. Údajně ji daroval přímo Karel IV.

## Historie
První písemná zmínka o vesnici pochází z roku 1417.
V roce 1985 při zasedání národního výboru bylo dohodnuto sloučit obce Kozolupy, Kuchař, Lužce a Vysoký Újezd. Lužce se pak 24. listopadu 1990 odloučily.
Zajímavostí je, že sousední a nejbližší obec Kuchařík, se kterou má Kuchař zřejmě společnou historii, již spadá pod obec Roblín a s Kuchařem tak není administrativně spojen.

## Galerie

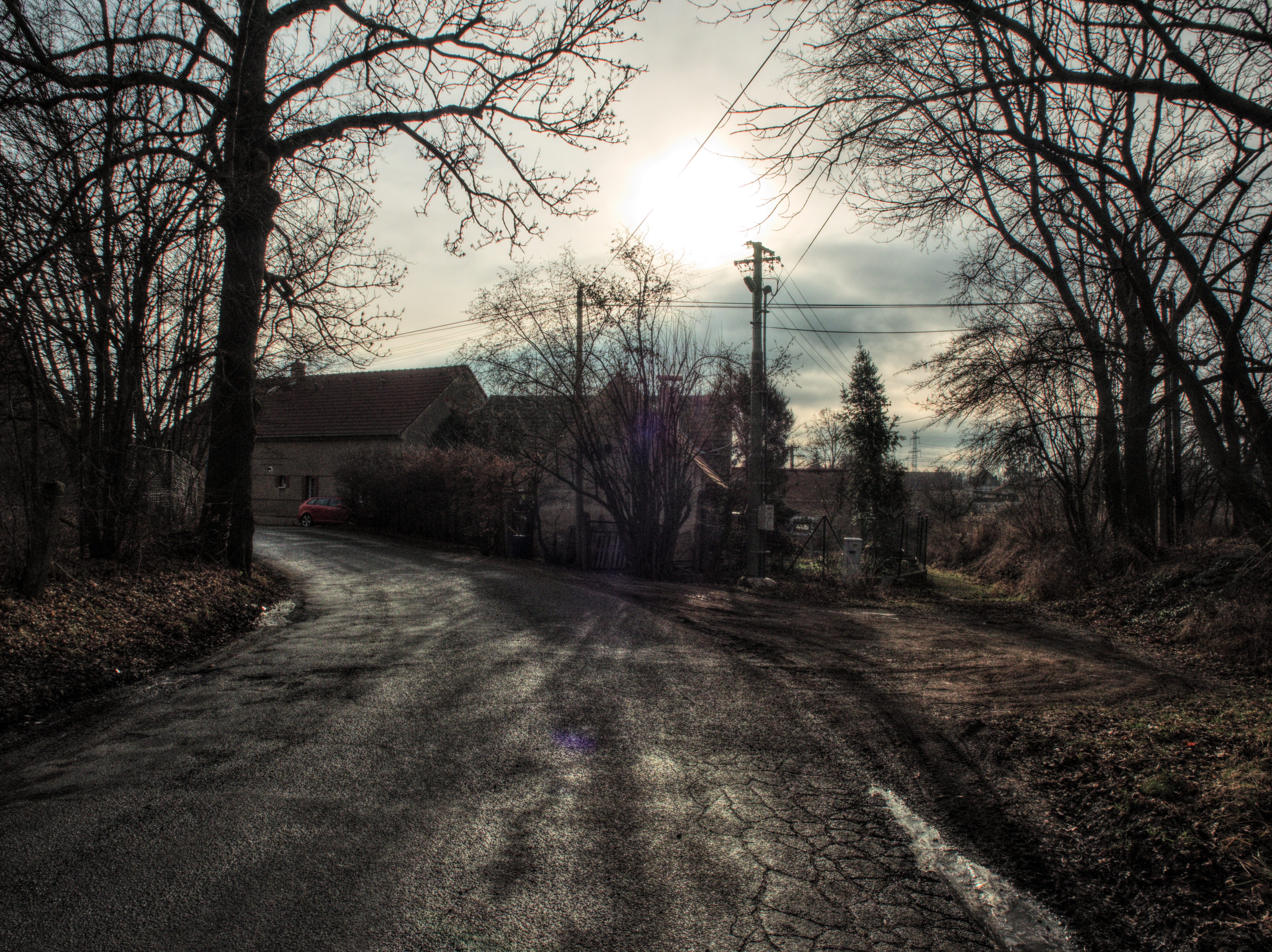
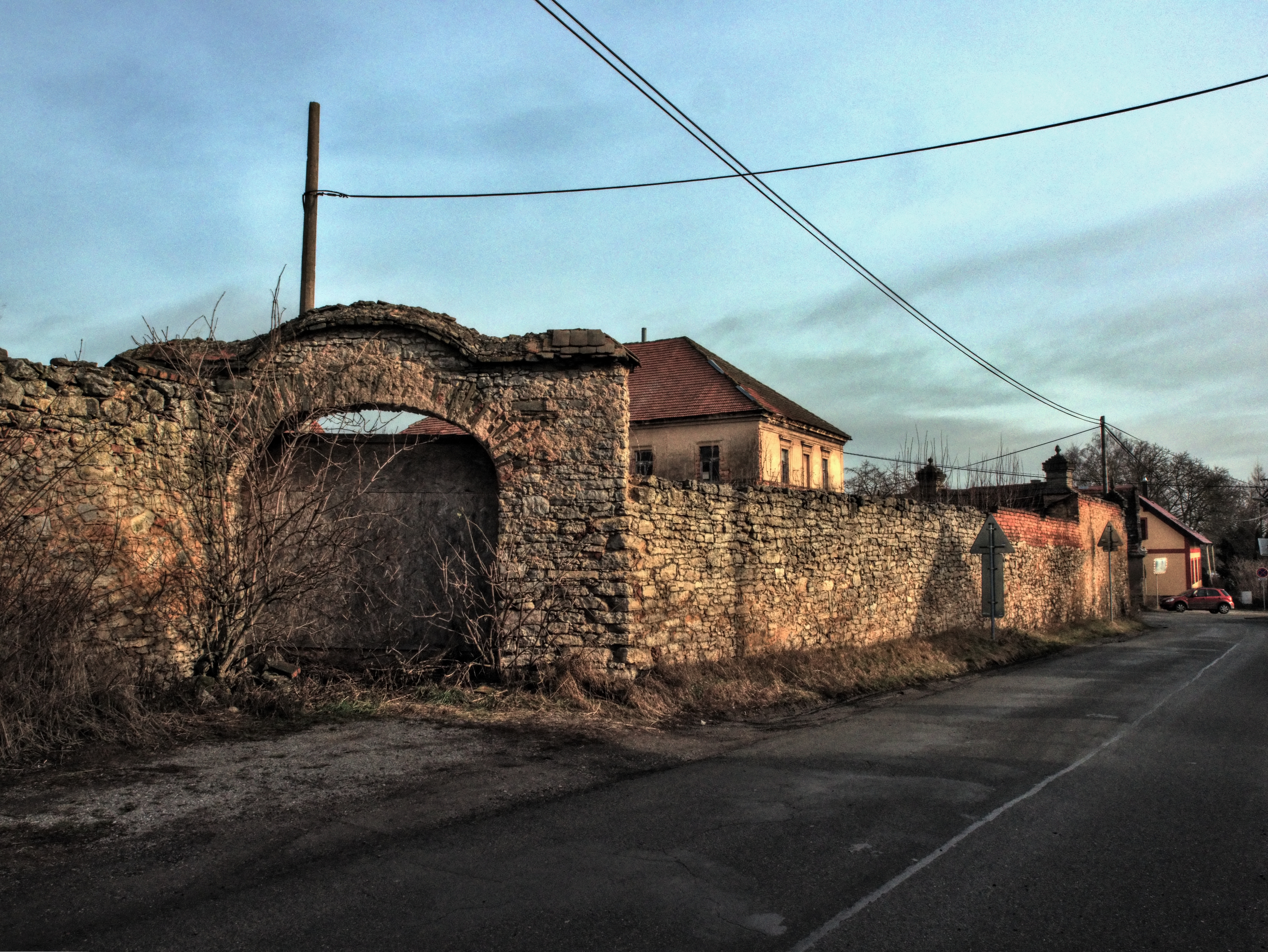
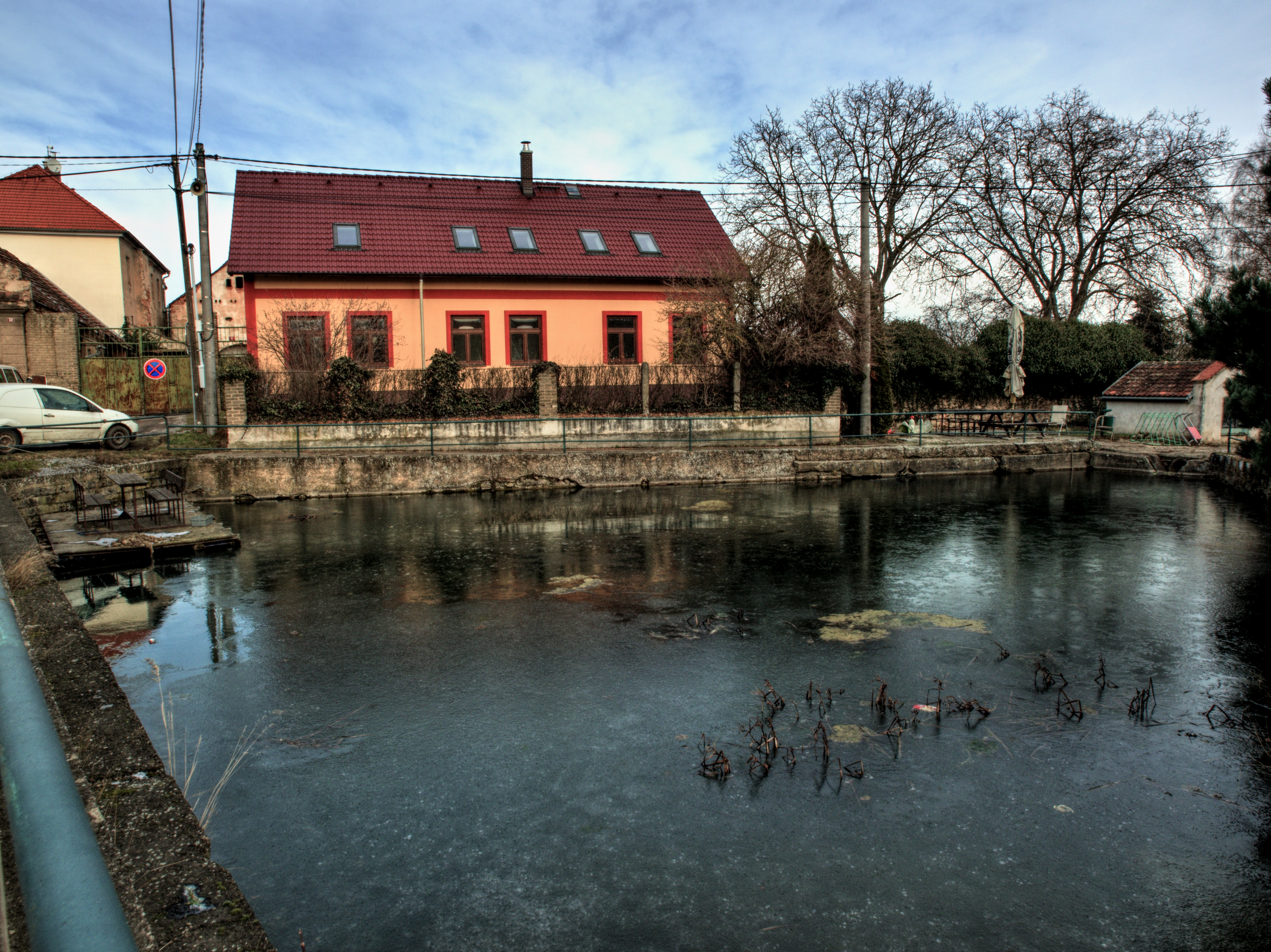
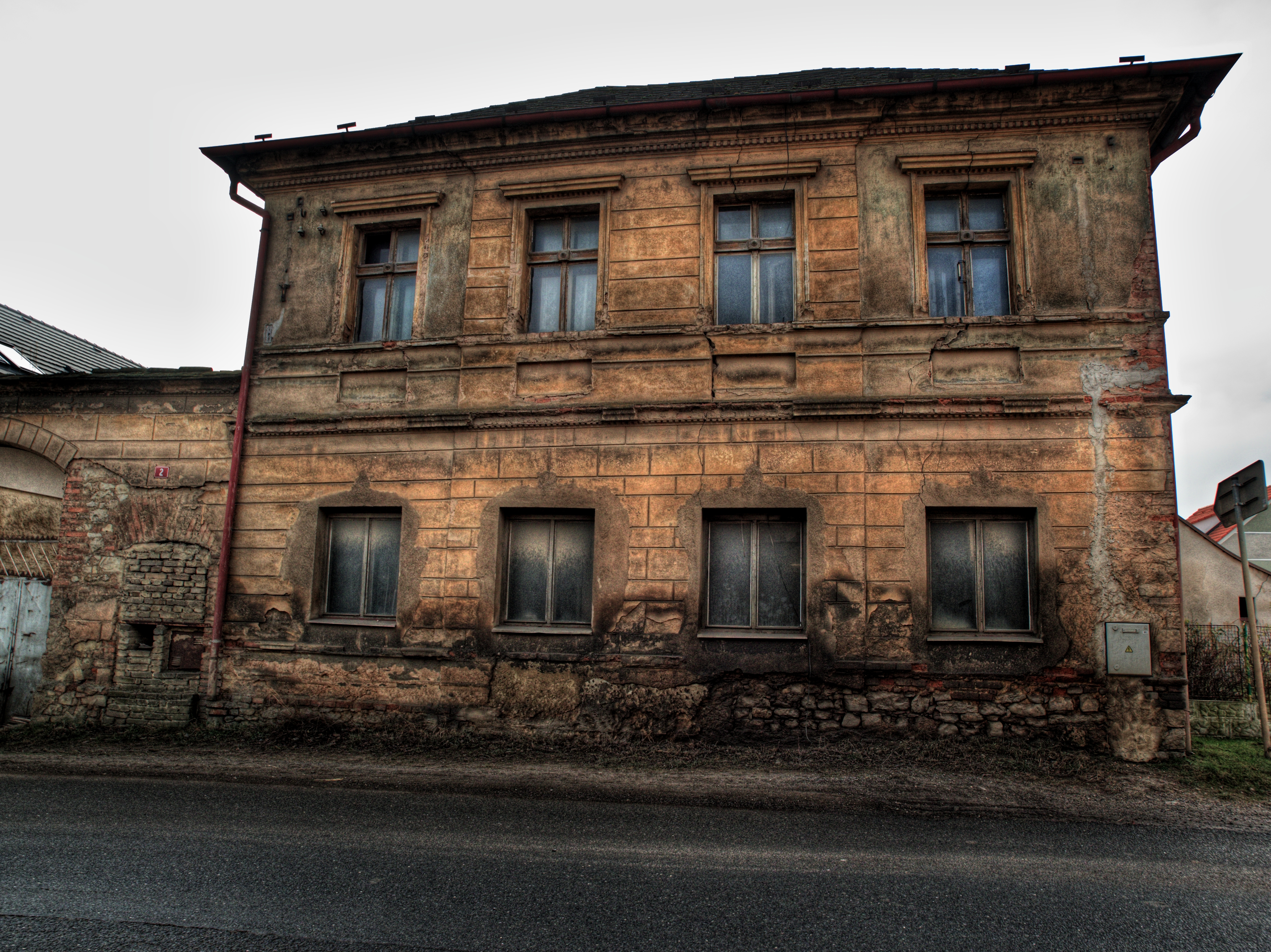
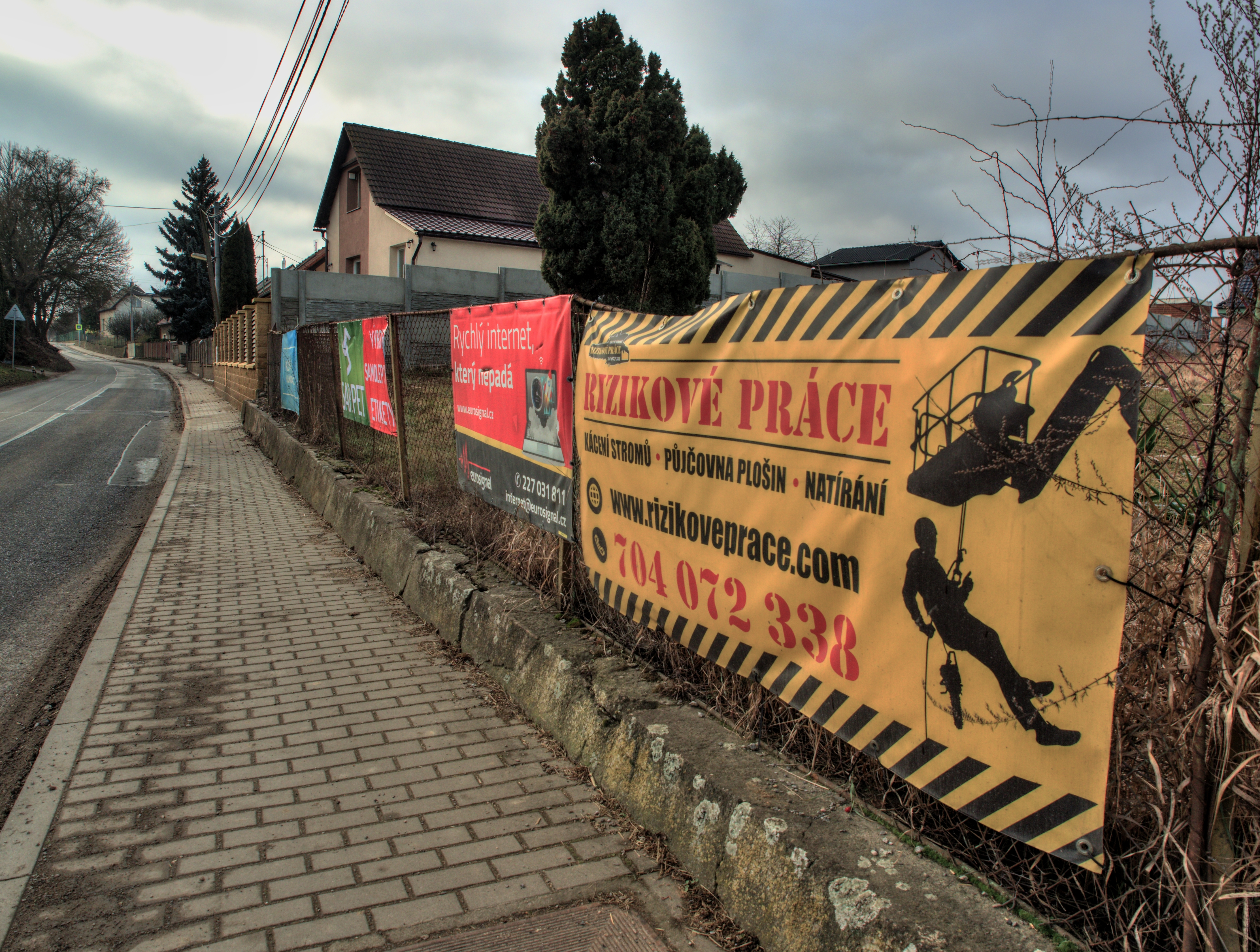

## Obyvatelstvo
| Rok            | 1869 | 1880 | 1890 | 1900 | 1910 | 1921 | 1930 | 1950 | 1961 | 1970 | 1980 | 1991 | 2001 | 2011 | 2021 |
| -------------- | ---- | ---- | ---- | ---- | ---- | ---- | ---- | ---- | ---- | ---- | ---- | ---- | ---- | ---- | ---- |
| Počet obyvatel | 133  | 131  | 161  | 225  | 200  | 227  | 199  | 126  | 115  | 116  | 110  | 100  | 82   | 118  | 190  |
| Počet domů     | 18   | 20   | 22   | 28   | 30   | 34   | 36   | 40   | 40   | 34   | 33   | 40   | 37   | 50   | 68   |

## Obecní správa
Při sčítání lidu v letech 1850–1985 byl Kuchař samostatnou obcí, která patřila nejprve do okresu Hořovice, od roku 1950 do okresu Beroun. Od 1. ledna 1986 je částí obce Vysoký Újezd v okrese Beroun. V letech 1850–1899 k obci patřil Trněný Újezd.